# Northville, Michigan
Northville este un oraș situat în și împărțit de comitatele Oakland și Wayne ale statului american Michigan. Teritoriul localității este o suburbie a zonei metropolitane Detroit. Populația era de 5.970 de locuitori la recensământul din 2010. Cea mai mare parte a orașului face parte din comitatul Oakland și este înconjurată de orașul Novi. Partea care aparține comitatului Wayne este înconjurată de municipalitatea Northville. Orașul este situat la 34 km nord-est de Ann Arbor și la 47 km nord-vest de Detroit.

## Demografie

### Recensământul din 2010
Potrivit recensământului din anul 2010, orașul Northville are 5.970 de locuitori, 2.596 de locuințe și 1.643 de familii Densitatea populației era 1.124 loc/kmp. Structura rasială a orașului era de 93,7% albi, 1,6% afro-americani, 0,1% nativi americani, 2,6% asiatici, 0,6% alte rase și de 1,4% din două sau mai multe rase. Hispanicii reprezentau 2,2% din populație.

## Persoane notabile
- Calvin Johnson - jucător de fotbal american la Detroit Lions
- Daunte Culpepper - jucător de fotbal american la Detroit Lions
- Pete Stoyanovich - jucător de fotbal american la Miami Dolphins
- Jon Kitna - jucător de fotbal american
- Drew Stanton - jucător de fotbal american
- Dré Bly - jucător de fotbal american
- Scot Shields - jucător de baseball
- Mike Henneman - jucător de baseball care a jucat la Detroit Tigers la sfârșitul anilor 1980 și începutul anilor 1990[necesită citare]
- Mike Babcock - antrenorul echipei de hochei Detroit Red Wings
- Nick Lidstrom - jucător de hochei, a locuit la Northville când a jucat la Red Wings
- Henry Ford - a locuit la un moment dat la Northville.[necesită citare]
- Jennifer Granholm, guvernatorul statului Michigan, a locuit la Northville înainte de a fi ales și s-a mutat apoi în Lansing.[6]
- Amy Yakima - câștigătoare a sezonului 10 al emisiunii So You Think You Can Dance
- Mary Barra - președinte-director general al General Motors